# Гуарини, Баттиста
Джованни Баттиста Гвари́ни (итал. Giovanni Battista Guarini), часто Баттиста Гварини (итал. Battista Guarini) (10 декабря 1538, Феррара — 7 октября 1612, Венеция) — итальянский поэт и дипломат.

## Биография
Родом из знатной феррарской семьи; был потомком знаменитого гуманиста XV века Гуарино (Гварино). Образование получил в Падуанском университете; вернувшись в Феррару, занял кафедру риторики в местном Атенее и стал писать стихи.
Как один из самых блестящих представителей искусства был привлечён ко двору д’Эсте; долгое время занимал придворные должности и исполнял поручения герцога. Позднее служил у великого герцога Тосканского Фердинанда I и у герцога Урбинского Франческо Мария II.

## Творчество

Pastor fido, 1680

Гварини писал много. От него остались лирические стихотворения, комедия «La idropica» (Больная водянкой), огромное количество писем, посвящённых разным вопросам искусства и культуры, трактат «Compendio della poesia tragicomica» (Учебник теории трагикомической поэзии).
Но слава его основана на драматической пасторали «Il pastor fido» (Верный пастух), «пастушеской трагикомедии», как он сам её называл. Цель, поставленная себе Гварини, — написать произведение, не уступающее «Аминте» Тассо, — была достигнута: и у современников и у потомства «Il pastor fido» имел огромный успех наравне с «Аминтой».
Между 1590 и 1830 годами вышло не меньше 170 изданий пьесы; в переводах она была напечатана 50 раз по-французски, 18 — по-немецки, 15 — по-английски, 9 — по-голландски и пять раз по-испански и по-гречески. Кроме того она вызвала множество подражаний. Этим пьеса обязана действительно большим литературным достоинствам и ещё больше тому, что она очень хорошо отвечала запросам своего времени и того общества, для которого её писал Гварини.
Итальянской литературе и раньше была известна «L’egloga rappresentativa» (инсценированная эклога), кустарно изготовлявшаяся малообразованными придворными для постановки на празднествах; была также известна «La commedia pastorale» (пасторальная комедия), возникшая в кругах средней и мелкой буржуазии; Гварини вслед за Тассо приспособил драматизированную пастораль к изысканному вкусу аристократического общества.
Тонкая внешняя отделка и изящная сентиментальность сюжета, красивые, но очень далёкие от жизни, не претендующие на реальность фигуры пастушков и пастушек, словом — стилизация для придворных нужд одного уголка крестьянской жизни — таким только и могло быть изображение народного быта, которое нравилось аристократическому обществу.